# Carlo Antonio Campioni
Carlo Antonio Campioni, také Charles Antoine Campion, (16. listopadu 1720 Lunéville – 12. dubna 1788 Florencie) byl italský houslista, hudební skladatel a dirigent.

## Život
Narodil se v Lunéville v Lotrinském vévodství. Jeho otec byl zaměstnancem na zámku vévody Karla Alexandra Lotrinského. O jeho hudebním vzdělání je málo známo. Jeho prvním učitelem v Lunéville byl patrně Henry Desmarets. V souvislosti s nástupem Františka Štěpána Lotrinského na císařský trůn se jeho rodina přestěhovala do Florencie a zde patrně přišel do styku Giuseppem Tartinim, který se podle některých historiků stal jeho učitelem.
V letech 1752–1762 byl dómským kapelníkem katedrály v Livornu. V té době také získal královské privilegium tisknout svá díla. V roce 1763 byl jmenován kapelníkem (maestro di cappella) v chrámu Santa Maria del Fiore ve Florencii. Tuto funkci si udržel až do své smrti v roce 1788.
Podle svědectví současníků vlastnil neobyčejně rozsáhlou hudební knihovnu. Hudební historik Charles Burney napsal, že obsahovala největší sbírku staré hudby, zejména madrigalů z 16. a 17. století, jakou kdy viděl.

## Dílo
Komponoval hudbu nejrůznějších žánrů. Patrně nejplodnější byl v oblasti komorní hudby. Publikoval několik sbírek triových sonát. Z chrámové hudby bylo publikováno pouze Salve Regina i když napsal mnoho jiných duchovních skladeb. Mezi nimi např. Requiem pro Františka Štěpána Lotrinského (1766) i císařovnu Marii Terezii (1780) nebo Te Deum k narození Františka I. Rakouského (1768).
Hudba Campioniho byla vydávána v celé Evropě v nejrůznějších vydáních a kombinacích. Stojí za pozornost, že sestavením katalogu Campioniho díla se zabýval i budoucí 3. prezident Spojených států amerických Thomas Jefferson v době, kdy působil jako americký velvyslanec ve Francii.

### Vokální a chrámová hudba
- Salve Regina op. 8 per soprano e strumenti
- Venere placata’ (opera, libretto di M. Coltellini, Florencie, 1760, ke svatbě arcivévody Giuseppa s Isabellou di Borbone-Parma)
- T'amo bell'idol mio, kantáta
- Mše (1780)
- Requiem (1766 a 1781)
- Te Deum (1768)
- okolo 40 liturgických skladeb

### Orchestrální skladby
- Sinfonia per archi
- Concerto per oboe
- Concerto per clavicembalo con violini obbligati
- 3 concerti per flauto
- Concerto per 2 flauti e archi

### Komorní skladby
- 8 raccolte di Triosonate per 2 violini e violoncello
- Divertimento per flauto, violino e basso
- 2 raccolte di 6 duetti per violino e violoncello (op. 7 a op. 9)
- 6 divertimenti op. 8 per 2 violini
- Sonata per violino e cembalo
- 3 sonate da camera per flauto e cembalo
- 6 sonate per clavicembalo
- Caccia in Re Maggiore per clavicembalo
- Fuga in Fa Maggiore per pianoforte

### Teoretické práce
- Trattato teorico e pratico dell'accompagnamento del cimbalo con l'arte di trasportare in tutti i toni e sopra tutti gli strumenti